# Andrei Kazusionak
Andrei Kazusionak –en bielorruso, Андрэй Казусёнак– (Babruisk, 15 de enero de 1984) es un deportista bielorruso que compitió en judo. Ganó una medalla de bronce en el Campeonato Mundial de Judo de 2005 y tres medallas en el Campeonato Europeo de Judo entre los años 2008 y 2012.

## Palmarés internacional
| Campeonato Mundial | Campeonato Mundial  | Campeonato Mundial | Campeonato Mundial |
| Año                | Lugar               | Medalla            | Categoría          |
| ------------------ | ------------------- | ------------------ | ------------------ |
| 2005               | El Cairo (Egipto)   | Medalla de bronce  | –90 kg             |
| Campeonato Europeo |                     |                    |                    |
| Año                | Lugar               | Medalla            | Categoría          |
| 2008               | Lisboa (Portugal)   | Medalla de bronce  | –90 kg             |
| 2009               | Tiflis (Georgia)    | Medalla de oro     | –90 kg             |
| 2012               | Cheliábinsk (Rusia) | Medalla de bronce  | –90 kg             |